# Columbia Lake Provincial Park
Der Columbia Lake Provincial Park ist ein 290 Hektar großer Provincial Park in der kanadischen Provinz British Columbia. Der Park liegt 3 Kilometer südlich von Fairmont Hot Springs am nordöstlichen Ufer des namensgebenden Columbia Lake, im Regional District of East Kootenay. Am Rand des Parks entspringt der Columbia River dem See.

## Anlage
Der kleine Park und sehr einfach ausgestattete Park liegt im Columbia Valley, im südlichen Teil des Rocky Mountain Trench. Bei dem Park handelt es sich um ein Schutzgebiet der Kategorie II (Nationalpark).
Im Umkreis von 50 km befinden sich noch weitere der Provincial Parks in British Columbia, zum Beispiel der Dry Gulch Provincial Park, der Windemere Lake Provincial Park oder der Thunder Hill Provincial Park, auch der Zugang zum Kootenay-Nationalpark liegt nur weniger Kilometer nördlich.

## Geschichte
Wie bei fast allen Provinzparks in British Columbia gilt auch für diesen, dass er lange bevor die Gegend von europäischen Einwanderern besiedelt oder sie Teil eines Parks wurde, Jagd- und Fischereigebiet verschiedener Stämme der First Nations, hier der Ktunaxa und der Secwepemc, war. Der Parkverwaltung sind innerhalb der Parkgrenze insgesamt 10 archäologische Stätten (identifiziert nach dem Borden-System) bekannt. Durch das Parkgebiet führte auch einer der Handelspfade der First Nations.
Der Provincial Park wurde am 7. Januar 1988 eingerichtet. Seit seiner Einrichtung wurde sein Status neu festgelegt und die Grenzen mehrmals geändert. Zuletzt wurde dem Park auch ein kleiner Teil der angrenzenden Seefläche zugeschlagen.

## Flora und Fauna
Mit dem Biogeoclimatic Ecological Classification (BEC) Zoning System wird das Ökosystem von British Columbia in verschiedene biogeoklimatische Zonen eingeteilt. Biogeoklimatische Zonen zeichnen sich durch ein grundsätzlich identisches oder sehr ähnliches Klima sowie gleiche oder sehr ähnliche biologische und geologische Voraussetzungen aus. Daraus resultiert in den jeweiligen Zonen dann grundsätzlich auch ein sehr ähnlicher Bestand an Pflanzen und Tieren. Innerhalb dieser Systematik wird der Park der Interior Douglas-fir Zone (IDFdm2) zugeordnet.
Nach ehemaliger forstwirtschaftlicher Nutzung findet sich hier nur noch ein Sekundärwald.
An Tieren findet sich im Park unter anderem das bedrohte Rocky-Mountains-Dickhornschaf, das hier einen seine Überwinterungsräume hat, und der ebenfalls bedrohte Kanadareiher, welcher hier einen Ruheraum bei seinen Wanderungen hat.

## Aktivitäten
Der Park ist ein sogenannter „Day-Use Park“ und bietet keine ausgeprägte touristische Infrastruktur wie Stellplätze für Wohnmobile und Zelte. Neben der Nutzung zur Tierbeobachtung wird der Park auch zum Paddeln und Angeln genutzt. Beliebte Sportfische sind Prosopium williamsoni („mountain whitefish“), die Stierforelle, die Regenbogenforelle, die Cutthroat-Forelle und die Quappe.